# HR 6819
HR 6819 (також відома як HD 167128 або QV Телескопа, QV Telescopii) — потрійна зоряна система, що знаходиться у південному сузір'ї Телескоп, а саме у його південно-західній частині, біля межі з сузір'ями Павич і Жертовник.
Система виглядає як досить тьмяна змінна зоря, видима неозброєним оком; видима зоряна величина варіюється від 5,32 до 5,39.
Знаходиться на відстані приблизно 1120 світлових років від Сонця і віддаляється від нас зі швидкістю приблизно 9,4 км/с.
У дослідженні, опублікованому у травні 2020 року, стверджується, що QV Telescopii містить чорну діру, і у випадку повного підтвердження даної гіпотези HR 6819 стане найближчою до Сонця відомою чорною дірою (а також першою, що розташована у системі, видимій неозброєним оком).
Спостерігати систему можна лише на південь від 33-го градусу північної широти.

## Каталогізація
HR 6819 — це позначення даного об'єкта у Каталозі яскравих зір. У Каталозі Генрі Дрейпера система записана як HD 167128, а у каталозі об'єктів телескопа Гіппаркос — як HIP 89605.
Через те, що яскравість об'єкта варіюється, назва записується як QV Telescopii, таким чином позначаючи, що це 330-та підтверджена зоря змінної яскравості (за винятком зір з позначеннями Баєра) у сузір'ї Телескоп.

## Компоненти системи

Широкоформатне зображення QV Telescopii у сузір'ї Телескоп

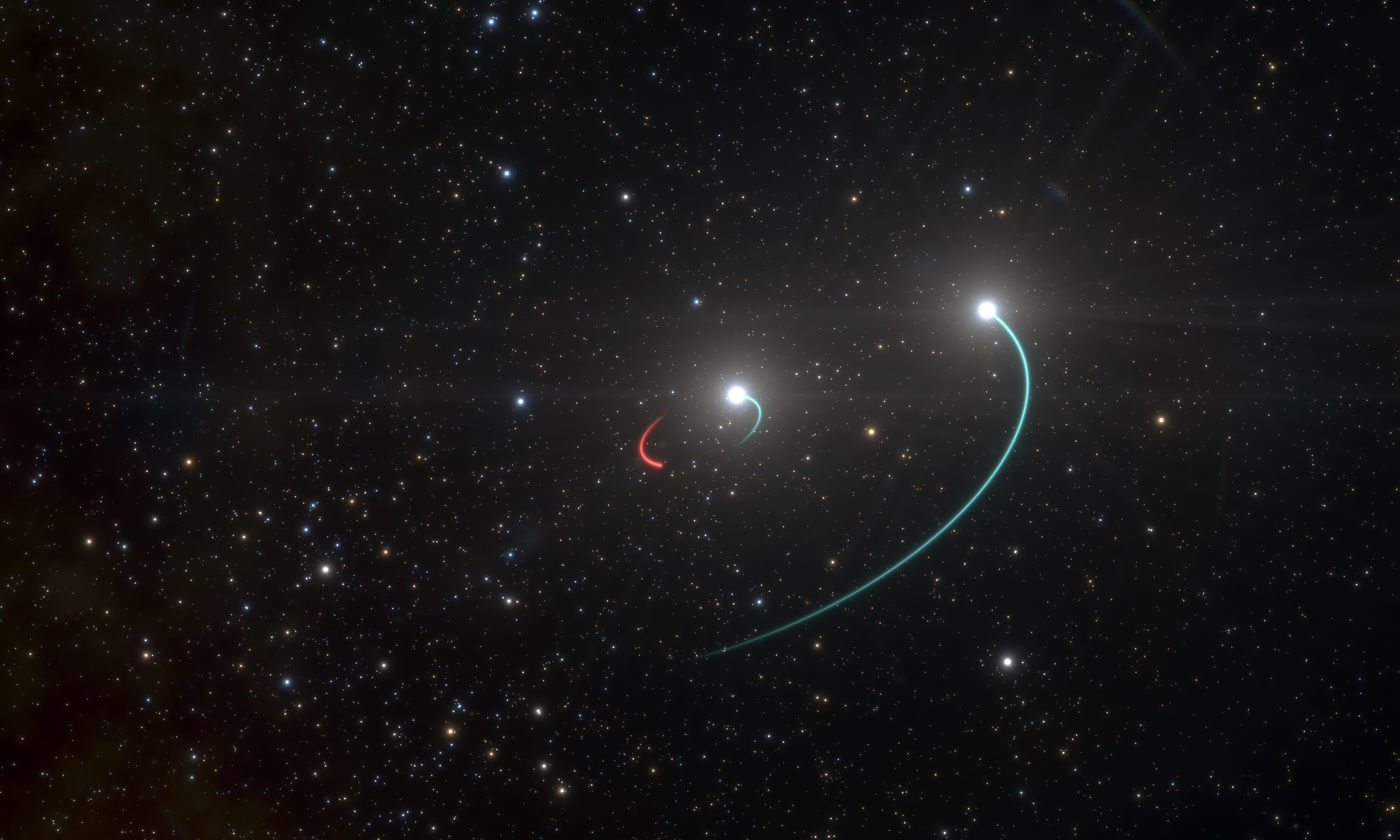
Зображення художника: потрійна система QV Телескопа з чорною дірою у центрі

HR 6819 — ієрархічна потрійна зоряна система, що містить класичну Be-зорю, позначену B, з невідомим поки періодом обертання, і внутрішню систему, що складається з зорі класу B III (період 40,3 днів, позначена як Aa) і чорної діри без акреційного диска (масою від 5,4 сонячник), позначену як Ab.
HR 6819 вважалася одиничною зорею до 2009-го року, коли астроном Моніка Майнц (Monika Maintz) у своєму дослідженні з'ясувала, що спектр об'єкта містить сигнатуру двох зір. Втім, ґрунтовному аналізу заважала обмежена видимість системи. Група астрономів, очолювана Томасом Рівініусом (Thomas Rivinius) здійснила більш точні виміри радіальної швидкості, на основі яких було зроблено висновок про існування у системі невидимої чорної діри зоряної маси.

### QV Tel Aa
Головний компонент системи Aa (раніше позначався A) — зоря класу B III, блакитний гігант, масою від 5 до 6 сонячних, і температурою 16…18 кілокельвін. Ця зоря і інша зоря-компаньйон (невидима з Землі) формують подвійну зорю з періодом приблизно 40,33 днів.